# Alice Howell
Alice Howell (ur. 20 maja 1886, zm. 12 kwietnia  1961) – amerykańska aktorka.

## Filmografia
- 1914: Bójka na deszczu
- 1914: Charlie i Fatty na ringu
- 1914: Charlie i manekin
- 1914: Charlie dentystą
- 1914: Zabawny romans Charliego i Loloty